# Platyeurysa nigropicta
Platyeurysa nigropicta är en insektsart som beskrevs av Ronald Gordon Fennah 1988. Platyeurysa nigropicta ingår i släktet Platyeurysa och familjen sporrstritar. Inga underarter finns listade i Catalogue of Life.